# White Terror
White Terror ist ein Dokumentarfilm von Daniel Schweizer aus dem Jahr 2005. Er behandelt die weltweit agierende rechtsextreme White-Power-Bewegung.

## Handlung
Der Film nimmt seinen Ausgangspunkt in der Schweizer Gemeinde Interlaken. Etwas außerhalb der Gemeinde wurde der 19-jährige Marcel von Allmen von seinen eigenen Kameraden erschlagen und dann im See versenkt. Die Jugendlichen hatten sich selbst den Namen „Orden der arischen Ritter“ gegeben und versuchten sich in rechtsextremen Netzwerken zu engagieren. Allmen hatte gegen das Schweigegelöbnis verstoßen und wurde von seinen Freunden umgebracht. Daniel Schweizer macht sich auf die Suche nach dem weltweit operierenden White-Power-Netzwerk „Blood and Honour“.
Die erste Station seiner Reise ist Schweden. Dort treffen sie auf den Sozialhilfeempfänger Marko Niilo Kristian Järvinen (genannt „Jäsä“), der hinter der rechtsextremen Video- bzw. DVD-Reihe „Kriegsberichter“ steht. In Schweden trifft er sich auch mit Erik Blücher (eigentlich Erik Nilsen), einem rechtsextremen Politiker und Führungsmitglied von Blood & Honour Scandinavia. Ein Interview mit Stieg Larsson und dem Chef der schwedischen Polizei zeigt, dass die schwedische Regierung keinerlei Interesse hat, die rechtsextremen Auswüchse zu unterbinden. Ebenso hat die Polizei kaum eine rechtliche Handhabe, um gegen die Extremisten vorzugehen.
Der Dokumentarfilm wechselt kurz nach Deutschland, wo ein Livemitschnitt von Kraftschlag aus dem „Kriegsberichter“-Video gezeigt wird und ein junger Neonazi beim Verkauf mehrerer Rechtsrock-CDs gezeigt wird. Deutschland wird als Land mit der „strengsten Gesetzgebung“ gegen den Rechtsextremismus bezeichnet.
In den USA treffen Schweizer und sein Team auf Bart, Schnitttechniker und Vertreiber der Kriegsberichter-Videos. Er gibt Einblicke in Produktion und Vertrieb. Ein geplantes Interview mit Tom Metzger von White Aryan Resistance (WAR) muss ausfallen, da Metzger sich die Interviewzeit bezahlen lassen wollte. Schweizer interviewt Timothy Sel, einen ehemaligen Rechtsaktivisten, der mittlerweile ausgestiegen ist, Billy Roper von White Revolution und Richard Butler vom Creativity Movement und den Aryan Nations. Auch weitere rechtsextreme Aktivisten werden interviewt. Eine großangekündigte Demonstration in Valley Forge wird gezeigt, die jedoch auf massive Proteste stößt und relativ klein ausfällt. Die Anhänger verschiedener rechtsextremer Splittergruppen skandieren dort rassistische und antisemitische Parolen. Schweizer muss seine Interviews bei der Gegendemonstration jedoch unterbrechen, da die Polizei ihn aus dem Bus der Rechtsextremisten aussteigen gesehen hatte.
Schweizer macht sich nun auf den Weg nach Russland. Den Kontakt hatte Billy Roper vermittelt. Etwa 50.000 gewaltbereite Rechtsextremisten sollen sich in der ehemaligen Sowjetunion aufhalten. Dort trifft er auf Dimitri Djomuschkin, einen Politiker von der Slawischen Union (Slavjanskaya Sojuz), der offen zugibt, militante Aktionen gegen Ausländer und Antifaschisten zu befürworten. Ein Konzert der RAC-Band Kolovrat wird als Folklore-Abend getarnt. Auch Musiker von Touristband und Zyklon B werden gezeigt. Schweizer berichtet von einem Mord an dem Antifaschisten Girenko, einer der führenden Experten. Der Mord wurde nie aufgeklärt. Eine Menschenrechtsaktivistin des Helsinki-Forums und ein Mitglied der russischen Anti-Defamation League berichten von Repressionen gegen Antifaschisten und schildern, dass die Rechtsextremisten in Russland fast ohne staatliche Kontrolle agieren könnten.
Der Film schließt mit Bildern eines Abgeordneten der französischen Front National, der auf einer Veranstaltung der Slawischen Union spricht, während hinter ihm ein Beiwohner den rechten Arm zum Hitlergruß erhebt.

## Hintergrund
Daniel Schweizer hatte die Idee zu White Terror, als ihm im Rahmen der Dreharbeiten zu Skinhead Attitude ein Videoband des Kriegsberichter-Videos zugespielt wurde. White Terror bildet den Abschluss seiner Skinhead-Trilogie, die 1998 mit Skin or Die begann und mit Skinhead Attitude 2003 fortgeführt wurde. Insgesamt fünf Produktionsgesellschaften aus vier Ländern waren an der Entstehung des Films beteiligt: Dschoint Ventschr Filmproduktion und Horizon Films aus der Schweiz, Little Bear Production aus Frankreich, Making Movies aus Finnland und Cameo Film aus Deutschland.
Neben dem neuen Drehmaterial griff er auch auf Archivmaterial aus seinen vergangenen Filmen zurück. Zwischenzeitlich waren sowohl Richard Butler, als auch Stieg Larsson verstorben.
Daniel Schweizers Film fand nur schwer einen Verleih. Außerdem wurde er bei seiner Arbeit sehr oft von der Polizei gehindert, die ihm immer wieder das Filmen auf Demonstrationen untersagte.
Ein Dreh zum deutschen Teil entstand unter Mitwirkung von Sunny Bastards, die letztlich auch den Vertrieb in Deutschland übernommen haben. Es sollte ein differenziertes Bild der Skinhead-Szene ergeben und gleichzeitig zeigen, wie die rechte Musikszene im unpolitischen Oi!-Lager Fuß zu fassen versucht. Zu diesem Zweck wurden Interviews mit Willi Wucher (Pöbel & Gesocks), Deutscher W. (OHL) und zwei Journalisten vom Fanzine Plastic Bomb geführt. Diese Aufnahmen landeten allerdings nicht im Film, sind aber der 2DVD-Special-Edition beigefügt.
White Terror wurde am 26. März 2007 erstmals im deutschen und französischen Fernsehen auf dem Kultursender arte gezeigt. Die DVD erschien im deutschsprachigen Raum am 3. Mai 2008. Neben dem Deutschland-Dreh befinden sich noch zwei Reportagen über Ausschreitungen in Osteuropa und Combat 18, sowie unbearbeitetes Rohmaterial, unter anderem mit einem Ku-Klux-Klan-Aufmarsch als Bonus auf der DVD.

## Kritik
Der Dokumentarfilm wurde trotz mehrerer Fernsehausstrahlungen in der Presse kaum rezipiert. Eine Ausgabe der Kulturzeit des Senders 3sat widmete sich dem Film. Ansonsten schwankten die Kritiken von „mutig“ bis „überflüssig“. Insbesondere wurde dem Regisseur vorgeworfen, keinen Ausweg aus dem Dilemma aufzuzeigen und keinerlei Stellung zu beziehen.

„Ein informativer Dokumentarfilm über neue Verbreitungswege und Strukturen rechtsradikaler Organisationen, die als internationale Netzwerke operieren und sich neuester Kommunikationsformen bedienen. Der unkommentierte Film setzt auf das Selbstentlarvungspotenzial zahlreicher, teils schockierender Aussagen überzeugter Rassisten.“

„Wie schon die letzten Filme wird wohl auch White Terror bei oberflächlicher Betrachtung Kritik einholen: Durch die sehr sachliche, kaum durch Schweizer verurteilende Darstellung der Sachlage könne das Filmmaterial ebenso auch Rechte animieren. Dass dies leider nicht mehr nötig ist, zeigt der Film: Die Rechtsradikalen sind bereits gruppiert und ‚züchten‘ Anhänger. Leider kann uns Schweizer jedoch auch keine bessere Lösung bieten, als zum Hingucken zu ermahnen. Und gerade deshalb sollte White Terror angesehen werden.“